# Qiaoxi, Xingtai
Qiaoxi är ett stadsdistrikt i Xingtais stad på prefekturnivå i Hebei-provinsen i norra Kina. Det ligger omkring 360 kilometer sydväst om huvudstaden Peking.